# Zali Steggall
Zali Steggall (Sídney, 16 de abril de 1974) es una abogada, política y deportista australiana que compitió en esquí alpino; campeona mundial en 1999. Estuvo casada con el remero David Cameron.

## Trayectoria
Participó en cuatro Juegos Olímpicos de Invierno, entre los años 1992 y 2002, obteniendo una medalla de bronce en Nagano 1998, en la prueba de eslalon.
Ganó una medalla de oro en el Campeonato Mundial de Esquí Alpino de 1999, en el eslalon. En la Copa del Mundo consiguió una victoria y dos podios en total.
Fue la abanderada de Australia en la ceremonia de apertura de los Juegos Olímpicos de Nagano 1998.
Aparte del esquí alpino, también compitió en carreras de ultramaratón. Se retiró de la competición después de los Juegos de Salt Lake City 2002.
Fue condecorada en 2000 con la Medalla Deportiva Australiana y en 2007 con la Medalla de la Orden de Australia (OAM). En 2004 fue admitida en el Salón de la Fama del Deporte Australiano.
Estudió el grado de Medios de Comunicación en la Universidad Griffith, y Derecho por medio del programa estatal Legal Practitioners Admission Board. Entre 2008 y 2019 trabajó como abogada, en 2019 fue elegida miembro del Parlamento de Australia, y reelegida para el mismo cargo en 2022 y 2025.

## Palmarés internacional
| Juegos Olímpicos   | Juegos Olímpicos                   | Juegos Olímpicos  | Juegos Olímpicos |
| Año                | Lugar                              | Medalla           | Prueba           |
| ------------------ | ---------------------------------- | ----------------- | ---------------- |
| 1998               | Nagano (Japón)                     | Medalla de bronce | Eslalon          |
| Campeonato Mundial |                                    |                   |                  |
| Año                | Lugar                              | Medalla           | Prueba           |
| 1999               | Vail/Beaver Creek (Estados Unidos) | Medalla de oro    | Eslalon          |